# Янош Шимон (футболіст)
Янош Шимон (угор. Simon János, нар. 1915 — пом.?) — угорський футболіст, що грав на позиції воротаря . 
Виступав у клубі ПЕАК (Університетський Атлетичний клуб Печа), у складі якого в 1935 році став переможцем  Південно-західної ліги аматорського чемпіонату Угорщини. 
У травні 1935 року дебютував у складі аматорської збірної Угорщини у матчі проти Норвегії (0:2). Ще один поєдинок за цю збірну зіграв через рік проти збірної Італії (0:2). У цьому ж році поїхав з командою на Олімпійські ігри 1936 року, де був резервним воротарем команди.